# René Vannes
Pour les articles homonymes, voir Vanne (homonymie).
René Vannes  (24 mai 1888, Lille–19 novembre 1956, Bruxelles) est un musicologue belge. Il est l'auteur d'une histoire des luthiers, qui est considérée comme un ouvrage de référence sur les luthiers et les archetiers.

## Ouvrages
Dictionnaire universel des Luthiers
- Essai d'un dictionnaire universel des luthiers, Marne (1932) (OCLC 3199810 et 504613360)
- Dictionnaire universel des luthiers, révisé Vol. 1, Bruxelles (1951) (OCLC 521793611)
- Dictionnaire universel des luthiers, révisé Vol. 2, Bruxelles (1959) (OCLC 993024)
- Dictionnaire universel des luthiers, 2 volumes in 1: 1951 & 1959, Bruxelles (1979) (OCLC 654915609)
- Dictionnaire universel des luthiers, révisé 2e édition (deux volumes) (1986) (OCLC 152724619)
- Dictionnaire universel des luthiers, (deux volumes) Bruxelles 1988 (OCLC 491895848)

Autres ouvrages
- Essai de terminologie musicale ou dictionnaire universel, Paris: Max Eschig (OCLC 3711352)
- Une pianiste alsacienne, Marie Bigot, Paris 1927, Colmar
- Dictionnaire des musiciens belges (compositeurs) du XIVe au XXe siècle, Bruxelles, Larcier (1947) (OCLC 458393528)